# 費蘭·波爾
費蘭·波爾（西班牙語：Ferran Pol，1983年2月28日—），安道爾足球運動員，司職門將，現效力FC安道爾。

## 連結s
- 費蘭·波爾在National-Football-Teams.com的資料